# Dirk Götschmann
Dirk Götschmann (* 24. Juli 1948 in Heidelberg) ist ein deutscher Historiker, der sich vor allem mit bayerischer Landesgeschichte befasst.
Götschmann absolvierte zunächst eine technische Ausbildung; auf dem zweiten Bildungsweg holte er 1973 das Abitur nach und studierte dann an der Universität Regensburg Geschichte und Anglistik auf Lehramt. Er absolvierte das Staatsexamen und das Referendariat und ging danach ab 1982 als Assistent an den Lehrstuhl für Bayerische Landesgeschichte der Universität Regensburg. Im Jahr 1984 promovierte er mit einer Dissertation über das oberpfälzische Montanwesen im 16. und 17. Jahrhundert, die mit dem Professor-Josef-Engert-Preis (1984) der Stadt Regensburg ausgezeichnet wurde.
Danach arbeitete Götschmann weiter an Themen der bayerischen Wirtschafts-, Technik-, Sozial und Verwaltungsgeschichte. 1990 legte er seine Habilitationsschrift über das „Bayerische Innenministerium 1825–1864“ vor, die 1993 als Buch in der Schriftenreihe der Historischen Kommission bei der Bayerischen Akademie der Wissenschaften veröffentlicht wurde.
1991 erhielt Götschmann die Lehrbefugnis für das Fachgebiet Neuere und Neueste Geschichte. Im Jahr 2000 wurde er an die Universität Würzburg berufen. Im Jahr 2010 veröffentlichte er eine umfangreiche Wirtschaftsgeschichte Bayerns im 19. und 20. Jahrhundert.
Seit dem Jahr 2000 bis Oktober 2013 war Götschmann Professor für Neuere und Neueste Geschichte mit Berücksichtigung der Bayerischen Landesgeschichte an der Julius-Maximilians-Universität Würzburg. Er hat zahlreiche Publikationen vor allem zur bayerischen Verwaltungs- und Wirtschaftsgeschichte und zur Geschichte des Parlamentarismus in Bayern veröffentlicht.

## Veröffentlichungen (Auswahl)
- Wirtschaftsgeschichte Bayerns. 19. und 20. Jahrhundert, Regensburg: Pustet, 2010, ISBN 978-3-7917-2230-6.
- Bayerischer Parlamentarismus im Vormärz. Die Ständeversammlung des Königreichs Bayern 1819–1848, Düsseldorf: Droste, 2002, ISBN 3-7700-5248-X (= Handbuch der Geschichte des deutschen Parlamentarismus).
- Die Kuchenreuter und ihre Zunftgenossen. Das Oberpfälzer Büchsenmacherhandwerk von seinen Anfängen bis um 1850, Regensburg: Mittelbayerische Druck- und Verlags-Gesellschaft, 1995, 2. Auflage, ISBN 3-927529-70-2.
- Das bayerische Innenministerium 1825–1864. Organisation und Funktion, Beamtenschaft und politischer Einfluss einer Zentralbehörde in der konstitutionellen Monarchie, Göttingen: Vandenhoeck und Ruprecht, 1993, zugleich: Universität Regensburg, Habilitationsschrift 1990, ISBN 3-525-36040-1 (= Schriftenreihe der Historischen Kommission bei der Bayerischen Akademie der Wissenschaften, Bd. 48).
- Würzburg 1814–1869. In: Ulrich Wagner (Hrsg.): Geschichte der Stadt Würzburg. 4 Bände; Band III/1–2: Vom Übergang an Bayern bis zum 21. Jahrhundert. Stuttgart: Theiss, 2007, ISBN 978-3-8062-1478-9, S. 25–57 und 1249–1253.